# Матерн Миланский
Матерн (умер ок. 307 или 328) — епископ Миланский, исповедник. День памяти — 18 июля.
Святой Матерн был провозглашён епископом Милана ок. 295 года. Считается, что святой Матерн посещал бывшего в заточении св. Александра Бергамского. Он пострадал во времена правления Диоклетиана, но остался жив и с миром отошёл ко Господу.